# Ллин-Ваур
Ллин-Ваур (валл. Llyn Fawr) — озеро в Кинон-Велли ('валл. Cwm Cynon) на юге Уэльса. Оно хорошо известно благодаря археологическим находкам предметов позднего периода бронзового века и раннего железного века.
Ллин-Ваур занимает площадь в 9,8 гектаров (24 акра) и находится к югу от деревни Ригоз и города Абердэр, округ Ронта, Кинон, Таф, Уэльс. С одной стороны озера располагается исток реки Ронта-Ваур (Rhondda Fawr) на высоте 368 метров над уровнем моря. С другой стороны Ллин-Ваур обрамляет возвышенность Крейг-и-Ллин. Будучи небольшим озером, оно стало использоваться как водохранилище в начале 20-го века.
Предметы археологии были обнаружены между 1909 и 1913 годами, в течение строительства водохранилища. Было найдено большое количество предметов, относящихся к позднему периоду Бронзового века. Также были найдены предметы железного века, примечательным из которых является меч в стиле мастеров Гальштата. Так же были найдены копье и серп, которые относятся в железному веку. Находки бронзового века включали котелок и наконечник для топора. Возможно, эти предметы были выброшены в озеро в ритуальных целях, как предметы жертвоприношения. Установить время изготовления данных предметов не удалось, кроме железного меча, который относится к 650 году до н. э. Это самый ранний предмет, найденный в Уэльсе, который относится в железному веку.